# 郵政行政部
郵政行政部（ゆうせいぎょうせいぶ、英語: Postal Services Policy Planning Department）とは、総務省の内部部局の一つである。

## 沿革
- 2008年（平成20年）7月4日　郵政行政局、情報通信政策局および総合通信基盤局国際部を改組し、情報通信国際戦略局と情報流通行政局を設置。郵政行政局の機能は縮小され情報流通行政局の部となる。
- 2023年（令和5年）7月7日　貯金保険課を廃止し、その所掌事務を企画課貯金保険室に移管[1]。
- 2025年（令和7年）7月1日　信書便事業課を廃止し、その所掌事務を企画課信書便事業室に移管し、郵便局活用課を設置[2]。

## 所掌事務
2015年（平成27年）4月1日改正総務省組織令による。
- 条約又は法律（法律に基づく命令を含む。）で定める範囲内において、郵便、郵便為替及び郵便振替に関する国際的取決めを協議し、及び締結すること並びに万国郵便連合その他の機関と連絡する事務
- 郵便認証司に関する事務
- 信書便事業の監督に関する事務[4]
- 郵政事業（法律の規定により、郵便局において行うものとされ、及び郵便局を活用して行うことができるものとされる事業[5]をいう。）に関する事務

## 組織
- 企画課
  - 検査監理室
  - 貯金保険室
  - 信書便事業室
- 郵便課
  - 国際企画室
- 郵便局活用課

## 歴代部長

### 現職
| 氏名     | 出身省庁 | 前職                                                                                         | 就任年月日                |
| -------- | -------- | -------------------------------------------------------------------------------------------- | ------------------------- |
| 牛山智弘 | 郵政省   | 経済産業省大臣官房審議官（IT戦略担当） 併任 商務情報政策局付 併任 デジタル事務官（統括官付） | 2024年（令和6年）7月5日 - |

### 過去
| 氏名       | 出身省庁 | 前職                                                                                               | 在任期間                                              | 後職                                            |
| ---------- | -------- | -------------------------------------------------------------------------------------------------- | ----------------------------------------------------- | ----------------------------------------------- |
| 吉良裕臣   | 郵政省   | 内閣官房内閣審議官（内閣官房副長官補付） 内閣官房郵政民営化推進室審議官 郵政民営化委員会事務局次長 | 2008年（平成20年）7月4日 - 2010年（平成22年）7月27日  | 大臣官房長                                      |
| 福岡徹     | 郵政省   | 総合通信基盤局電気通信事業部長                                                                     | 2010年（平成22年）7月27日 - 2012年（平成24年）9月11日 | 大臣官房総括審議官（広報、政策企画（主）担当）  |
| 鈴木茂樹   | 郵政省   | 総合通信基盤局電波部長                                                                             | 2012年（平成24年）9月11日 - 2013年（平成25年）6月28日 | 大臣官房総括審議官（広報、政策企画（主）担当）  |
| 今林顯一   | 郵政省   | 経済産業省大臣官房審議官（IT戦略担当） 併任 商務情報政策局付                                       | 2013年（平成25年）6月28日 - 2014年（平成26年）7月22日 | 大臣官房総括審議官（広報、政策企画（主）担当）  |
| 武田博之   | 郵政省   | 大臣官房政策評価審議官 併任 電気通信紛争処理委員会事務局長                                         | 2014年（平成26年）7月22日 - 2016年（平成28年）6月17日 | 大臣官房総括審議官（国際、郵政担当）            |
| 安藤英作   | 郵政省   | 厚生労働省大臣官房情報政策・政策評価審議官                                                         | 2016年 (平成28年) 6月17日 - 2017年 (平成29年) 7月11日 | 近畿総合通信局長                                |
| 巻口英司   | 郵政省   | 総務省総合通信基盤局電気通信事業部長                                                               | 2017年（平成29年）7月11日 - 2019年（令和元年）7月5日  | 国際戦略局長                                    |
| 長塩義樹   | 郵政省   | 総務省中国総合通信局長                                                                             | 2019年（令和元年）7月5日 - 2020年（令和2年）7月20日   | 東海総合通信局長                                |
| 佐々木祐二 | 郵政省   | 近畿総合通信局長                                                                                   | 2020年（令和2年）7月20日 - 2021年（令和3年）7月1日    | 総務審議官（国際）                              |
| 今川拓郎   | 郵政省   | 総合通信基盤局電気通信事業部長                                                                     | 2021年（令和3年）7月1日 - 2022年（令和4年）6月28日    | 大臣官房長                                      |
| 藤野克     | 郵政省   | 大臣官房審議官 (情報流通行政局)担当                                                                | 2022年（令和4年）6月28日 - 2023年（令和5年）7月7日    | 大臣官房総括審議官（広報、政策企画 （主）担当） |
| 玉田康人   | 郵政省   | 海外通信・放送・郵便事業支援機構常務理事                                                           | 2023年（令和5年）7月7日 - 2024年（令和6年）7月5日     | 大臣官房総括審議官（情報通信担当）              |